# Mauritius na Letnich Igrzyskach Paraolimpijskich 1996
Mauritius na Letnich Igrzyskach Paraolimpijskich 1996 w Atlancie reprezentowało dwóch lekkoatletów. Był to debiut reprezentacji tego kraju na igrzyskach paraolimpijskich.

## Wyniki

### Lekkoatletyka
Konkurencje biegowe
| Zawodnik        | Konkurencja                 | Eliminacje | Eliminacje | Półfinał | Półfinał | Finał    | Finał   | Źródło |
| Zawodnik        | Konkurencja                 | Rezultat   | Miejsce    | Rezultat | Miejsce  | Rezultat | Miejsce | Źródło |
| --------------- | --------------------------- | ---------- | ---------- | -------- | -------- | -------- | ------- | ------ |
| Enrico Cytheree | bieg na 100 metrów T10      | 22,29      | 6          | —        | —        | NQ       | NQ      | [ 2 ]  |
| Enrico Cytheree | bieg na 200 metrów T10      | DNS        | DNS        | DNS      | DNS      | DNS      | DNS     | [ 3 ]  |
| Sarwan Custnea  | bieg na 1500 metrów T44–T46 | —          | —          | —        | —        | 4:19,37  | 9       | [ 4 ]  |
| Sarwan Custnea  | bieg na 5000 metrów T44–T46 | —          | —          | —        | —        | DNS      | DNS     | [ 5 ]  |

Konkurencje techniczne
| Zawodnik        | Konkurencja        | Finał    | Finał   | Źródło |
| Zawodnik        | Konkurencja        | Rezultat | Miejsce | Źródło |
| --------------- | ------------------ | -------- | ------- | ------ |
| Enrico Cytheree | pchnięcie kulą F10 | 5,40 m   | 8       | [ 6 ]  |
| Enrico Cytheree | rzut dyskiem F10   | DNF      | DNF     | [ 7 ]  |